# Harmonville
Harmonville é uma comuna francesa na região administrativa do Grande Leste, no departamento de Vosges. Estende-se por uma área de 15.13 km². Em 2010 a comuna tinha 228 habitantes (densidade: 15,1 hab./km²).